# Notarversicherungsfonds
Der Notarversicherungsfonds, eine Einrichtung der deutschen Notarkammern, wird von den 21 deutschen Notarkammern auf der Grundlage von § 67 Abs. 4 Nr. 4 BNotO unterhalten. Das Fondsvermögen ist ein durch Beiträge aufgebrachtes, zweckgebundenes Sondervermögen der Notarkammern (nicht - rechtsfähiges Zweckvermögen des Öffentlichen Rechts). Bis zum 22. Juni 2009 trug der Notarversicherungsfonds die Bezeichnung Vertrauensschadenfonds der Notarkammern.

## Aufgaben
Der Notarversicherungsfonds hat die Aufgabe, bei Schäden aus vorsätzlichen Handlungen von Notaren, Notariatsverwaltern und Notarvertretern, die im Bereich einer beteiligten Notarkammer bestellt sind, ohne rechtliche Verpflichtung Leistungen zu ermöglichen, wenn ein auf andere Weise, etwa durch Versicherungen nicht gedeckter Vertrauensschaden vorliegt und ihm nach seiner Zweckbestimmung eine Leistung im Einzelfall angezeigt erscheint.
Seit seiner Gründung zum 1. September 1981 (s. unter „Geschichte“) haben die Notarkammern dem Notarversicherungsfonds außerdem eine Reihe anderer Aufgaben übertragen, so dass er sich zu einer Versicherungsleitstelle des Notarstands entwickelt hat. Aktuell hat der Notarversicherungsfonds u. a. folgende weitere Aufgaben:
- Die Förderung, Koordinierung und Ergänzung der Vertrauensschadenvorsorge der Notarkammern.
- Die Beratung der Notarkammern in Versicherungsangelegenheiten.[3] Der Notarversicherungsfonds kann im Einvernehmen mit den Notarkammern deren Versicherungen betreuen, Versicherungsfälle bearbeiten und die versicherungsvertraglichen Interessen der Notarkammern wahrnehmen.[4]  Er begleitet z. B. Ausschreibungen von Versicherungsverträgen.
- Die Betreuung des Vermögensschaden-Haftpflichtversicherungsvertrags, den die Ländernotarkasse als Gruppenvertrag für die Notare in den Bezirken der Notarkammern Brandenburg, Mecklenburg-Vorpommern, Sachsen, Sachsen-Anhalt und Thüringen unterhält. Der Notarversicherungsfonds bearbeitet zu diesem Zweck alle nach dem 1. September 2007 verursachten Schadenfälle und nimmt statistische Auswertungen vor.
- Die Beobachtung und Betreuung der Gruppenanschlussversicherung, die von den Notarkammern zur Ergänzung der Vermögensschaden-Haftpflichtversicherung unterhalten wird.
- Die Unterstützung der Notarkammern bei der Verhütung von Schadensfällen im Haftpflicht- und Vertrauensschadenbereich.

## Organe
Organe des Notarversicherungsfonds sind:
- Die Fondsversammlung. In ihr sind alle 21 deutschen Notarkammern vertreten. Sie tritt einmal im Jahr zu einer ordentlichen Sitzung zusammen[5] und ist für die grundlegenden Entscheidungen[6] zuständig.
- Der Verwaltungsrat. Er besteht aus fünf ehrenamtlich tätigen Notaren und entscheidet u. a. über die Regulierung von Vertrauensschäden. Die Mitglieder des Verwaltungsrates, von denen mindestens zwei hauptberufliche Notare und mindestens zwei Anwaltsnotare sein müssen, werden von der Fondsversammlung für je vier Jahre gewählt.[7]
- Die Geschäftsführung. Sie besteht aus drei Geschäftsführern, von denen mindestens einer hauptberuflich tätig sein soll; die übrigen sind ehrenamtlich tätig. Ehrenamtlicher Geschäftsführer kann nur sein, wer zum Notar bestellt ist oder zum ständigen Vertreter eines Notars bestellt werden kann.[8]  Nach außen wird der Notarversicherungsfonds durch zwei Geschäftsführer vertreten.

## System der Vertrauensschadenvorsorge
Der Notarversicherungsfonds bündelt als zentrale Institution das System der notariellen Vertrauensschadenvorsorge, das aus drei Elementen besteht: den Vertrauensschadenversicherungen der Notarkammern, der Excedentenversicherung des Notarversicherungsfonds und dem Fondsvermögen selbst. Ein Vertrauensschaden liegt vor, wenn ein Notar in Ausübung seiner Berufstätigkeit einem Dritten durch vorsätzliche Handlungen einen Vermögensschaden zufügt, zu dessen Ersatz er nach den Bestimmungen über unerlaubte Handlungen verpflichtet ist. Der Notar muss wissentlich und willentlich (mit dolus directus) gegen seine Amtspflichten verstoßen haben. Voraussetzung ist, dass der Notar seine Amtspflicht gekannt hat und bewusst davon abgewichen ist, ohne dass die Zufügung des Schadens vom Vorsatz umfasst sein muss. Für fahrlässige oder bedingt vorsätzliche Pflichtverletzungen hat dagegen der Haftpflichtversicherer einzustehen.
Die Vertrauensschadenversicherungen der Notarkammern ersetzen Schäden aus notariellen Pflichtverletzungen, die als wissentlich verursacht von der Haftpflichtversicherung nicht gedeckt und vom Notar selbst nicht versicherbar sind.
Der Notarversicherungsfonds kann zur Aufstockung der Höchstleistung aus der Vertrauensschadenversicherung Leistungen erbringen. Außerdem hat er ebenfalls eine Vertrauensschadenversicherung, die sogenannte „Excedentenversicherung“  abgeschlossen, deren Bedingungen mit den Konditionen in den Versicherungen der Notarkammern weitgehend übereinstimmen. Im Innenverhältnis dient diese Versicherung als Rückversicherung des Fondsvermögens. Im Außenverhältnis vergrößert sie das Deckungsvolumen, indem sie die Zahl der versicherten Schadenfälle und nicht die Höchstleistung aus der Vertrauensschadenversicherung erhöht. Daher handelt es sich um keine Excedentenversicherung im eigentlichen Sinne.
Als Mitversicherer ist an den Vertrauensschadenversicherungen der Notarkammern und an der Excedentenversicherung der Notarversicherungsverein auf Gegenseitigkeit (NotarVVaG) als eigener Versicherer des Notarstands beteiligt. Mitglieder des NotarVVaG sind die Notarkammern, die keiner Notarkasse angehören, die Notarkassen sowie der Notarversicherungsfonds.
Für alle Regulierungsmöglichkeiten im Vertrauensschadenbereich gilt, dass zuerst der Notar selbst in Anspruch zu nehmen ist, der von den Folgen einer bewusst begangenen Amtspflichtverletzung nicht entlastet werden soll. Anderweitige Ersatzmöglichkeiten müssen ausgeschöpft werden, bevor eine Leistung aus Mitteln der Vertrauensschadenvorsorge erbracht werden kann. Anders als bei der Vertrauensschadenversicherung der Notarkammern besteht kein Rechtsanspruch des Geschädigten auf eine Leistung aus dem Notarversicherungsfonds und seiner Excedentenversicherung.

## Zentrale Stellung des Notarversicherungsfonds
Für die Vertrauensschadenvorsorge der Notare in Deutschland hat der Notarversicherungsfonds – wie generell für versicherungsrechtliche Fragen der Notarkammern – eine zentrale Stellung. Die Notarkammern haben die Bearbeitung der Schadenmeldungen zu ihren Vertrauensschadenversicherungen dem Notarversicherungsfonds als zentraler Institution übertragen. Die Prüfung jedes gemeldeten Vorgangs, in dem einem Notar in Deutschland die Verursachung eines Vertrauensschadens vorgeworfen wird, durch den Notarversicherungsfonds sichert eine gleichmäßige Behandlung der Schadenfälle. Daneben dient die beim Notarversicherungsfonds gebündelte Zuständigkeit auch dazu, die verschiedenen Regulierungsmöglichkeiten der Vertrauensschadenvorsorge effektiv und ohne Abstimmungsverluste wahrzunehmen.
Die Schadenbearbeitung durch den Notarversicherungsfonds reicht von der Aufklärung des Sachverhalts über ggf. nötige Regulierungsverhandlungen und die Regulierungsentscheidung bis zur Abwicklung der Regulierungszahlung. Zur Sachverhaltsaufklärung holt der Notarversicherungsfonds Informationen bei der Notarkammer, dem Notariatsverwalter, den Beteiligten, bei Gerichten und Behörden ein.
Über eine Regulierung aus Mitteln der Vertrauensschadenversicherung der Notarkammer entscheidet der Verwaltungsrat des Notarversicherungsfonds im Einvernehmen mit der betroffenen Notarkammer und unterbreitet dem Versicherer einen Vorschlag. Über den Einsatz eigener Mittel entscheidet der Notarversicherungsfonds allein. Durch die Zuständigkeit des Verwaltungsrats bringen erfahrene Notare ihre Fachkompetenz und Kenntnis der notariellen Praxis in die Entscheidung ein.
Im Fall einer Regulierungsentscheidung übernimmt der Notarversicherungsfonds auch die weitere Abwicklung. Nachdem die Geschädigten Ersatzansprüche gegen den Notar und sonstige Beteiligte in Höhe des Regulierungsbetrags abgetreten und die Beteiligten die zur Erledigung nötigen Abfindungserklärungen unterzeichnet haben, veranlasst der Notarversicherungsfonds die Auszahlung der Regulierungsmittel durch den Versicherer oder aus seinem Vermögen.
Im Haftpflichtbereich unterstützt der Notarversicherungsfonds die Notarkammern und ihre Mitglieder bei der Vorbeugung gegen häufiger auftretende Schadensursachen, die ihm durch die gebündelte Bearbeitung der Schadenfälle zum Gruppen-Haftpflichtversicherungsvertrag der Ländernotarkasse bekannt geworden sind.

## Geschichte des Vorsorgesystems
Nachdem das Erste Gesetz zur Änderung der Bundesnotarordnung (BNotO) vom 7. August 1981 den Notarkammern den Unterhalt einer Vertrauensschadenversicherung als Pflichtaufgabe auferlegt hatte, vereinbarten alle Notarkammern der Bundesrepublik Deutschland zum 1. September 1981 die Errichtung und Unterhaltung eines Vertrauensschadenfonds, um die Vertrauensschadenversicherung der Notarkammern zu ergänzen. Damit brachten zum ersten Mal die Angehörigen eines Berufsstands Mittel auf, um Schäden durch ein vorsätzliches Handeln eines Berufsangehörigen abzudecken. Das Fondsvermögen betrug zunächst DM 7 Mio.  Der Fonds leistete bei Vertrauensschäden in Härtefällen Hilfe an Privatpersonen, wenn die Deckung aus der Vertrauensschadenversicherung der Notarkammer ausgeschöpft war.
Kreditinstitute waren als Leistungsempfänger nicht einbezogen, obwohl sie öfter als Geschädigte festzustellen waren. Die Notarkammern vereinbarten deshalb am 12. Dezember 1987 rückwirkend zum 1. Januar 1987 eine Änderung des Fondsstatuts, um den Kreis der Leistungsempfänger zu erweitern. Die angestrebte Erhöhung des Fondsvermögens auf DM 25 Mio. war in mehreren Stufen aufzubringen. Gleichzeitig legte das Statut ein Mindestvermögen von DM 15 Mio. fest.
Zum 1. Januar 1991 traten die in den neuen Bundesländern gebildeten fünf Notarkammern dem Notarversicherungsfonds bei. Zeitgleich vereinbarten die Notarkammern, das Höchstvermögen des Fonds auf DM 30 Mio. und das Mindestvermögen schrittweise auf DM 20 Mio. anzuheben. Am 5. Juni 2000 hoben die Notarkammern die Höchstgrenze von DM 30 Mio. auf und legten nur noch ein Mindestvermögen fest, das seit dem 1. Januar 2002 auf € 10,3 Mio. festgelegt ist.
Zum 1. September 2007 übernahm der Notarversicherungsfonds die Betreuung des Gruppen-Haftpflichtversicherungsvertrags der Ländernotarkasse für die Notare in den Bezirken der Notarkammern Brandenburg, Mecklenburg-Vorpommern, Sachsen, Sachsen-Anhalt und Thüringen.
Am 3. November 2011 gründeten die Notarkammern und -kassen auf Basis von § 67 Abs. 4 Nr. 3 BNotO und § 113 Abs. 4 Nr. 2 BNotO als standeseigenen Versicherer den Notarversicherungsverein auf Gegenseitigkeit (NotarVVaG) mit Sitz in Köln. Die Gründung erfolgte u. a., um Vorsorge für den Fall zu treffen, dass sich Versicherer aus dem engen Markt der Pflicht-Vertrauensschadenversicherung zurückziehen. Der Notarversicherungsfonds ist Mitglied des NotarVVaG und übernimmt für ihn Verwaltungstätigkeiten.